# عبد الرحمن بن تركي الثاني بن عبد العزيز آل سعود
الأمير عبد الرحمن بن تركي الثاني بن عبد العزيز آل سعود أحد أبناء الأمير تركي الثاني بن عبد العزيز آل سعود ووالدته الأميرة هند شمس الدين الفاسي (مغربية الأصل) وكان يسكن في مصر مع والديه. حاليًا يسكن في الرياض، وهو من كبار رجال الأعمال، ومستشار في الديوان الملكي، وعضو شرف بنادي الشباب السعودي.

## أسرته

### زوجته
- الأميرة ديمة بنت محمد بن فهد بن فيصل الفرحان آل سعود.[1]

### أبناؤه
- الأمير عبد العزيز بن عبد الرحمن بن تركي الثاني بن عبد العزيز آل سعود.
- الأمير تركي بن عبد الرحمن بن تركي الثاني بن عبد العزيز آل سعود.
- الأميرة سارة بنت عبد الرحمن بن تركي الثاني بن عبد العزيز آل سعود.

### أشقاؤه
- الأميرة سماهر بنت تركي الثاني بن عبد العزيز آل سعود.
- الأمير أحمد بن تركي الثاني بن عبد العزيز آل سعود.